# Hawker Hurricane
Hurricane er et britisk 1-motors jagerfly, bygget af Hawker flyfabrikken.
Hurricane var RAF's primære jagerfly i starten af 2. verdenskrig, hvor det sammen med Spitfire udgjorde hovedparten af den styrke, der i 1940 udkæmpede det der sidenhen er blevet kendt som "Slaget om England".
Hurricane har en større sporvidde end Spitfiren og kunne nemmere repareres i felten. Derfor blev Hurricanen udstationeret til feltflyvepladser i Frankrig i 1939-40 for at støtte de allierede franske og britiske hære i spøgelseskrigen. Hurricanepiloterne opnåede en solid erfaring i moderne luftkrig, mens spitfirepiloterne øvede sig over Sydengland. Den større sporvidde gjorde tusmørkelandinger mere sikre end med Spitfirens mindre sporvidde. Derfor havde Hurricanen et større operationsrum end spitfiren. Selvom de begge anvendte den samme Rolls-Royce Merlin-motor gjorde Hurricanens tre ton den mindre manøvredygtig end Spitfiren på to ton.

## Slaget om Atlanten
Under Slaget om Atlanten blev udvalgte handelsskibe udstyret med en katapult med en Hurricane på. Systemet hed CAM (Catapult Aircraft Merchantmen) og kunne opsende et Hurricanejagerfly mod langtrækkende tyske fly. Bagefter nødlandede Hurricanen på havet og piloten blev samlet op af handelsskibet. Da det var et engangsjagerfly blev der anvendt godt brugte fly til opgaven.

## Tjeneste blandt andre allierede
Hawker Hurricane blev anvendt af RAF i en lang række sammenhænge under krigen, både i Europa og i Asien, hvor flyet kom i kamp mod de japanske flystyrker under Slaget om Singapore og kampe i og omkring Burma, Ceylon og Nederlandsk Ostindien.
Herudover blev flyet udlånt til en række af de Allierede under krigen, herunder Sovjetunionen, der modtog i alt 2.952 Hawker Hurricanes, hvilket gjorde flyet til det mest benyttede af de britiske fly i Sovjetunionens luftvåben. De sovjetiske piloter var dog ikke imponerede over flyet, som de anså som værende underlegen i forhold til de tilsvarende sovjetiske og tyske fly, særlig i forhold til flyets bevæbning.